# Bouvron (Meurthe-et-Moselle)
Bouvron település Franciaországban, Meurthe-et-Moselle megyében. Lakosainak száma 211 fő (2022. január 1.). Bouvron Andilly, Bruley, Francheville, Lagney, Lucey, Ménil-la-Tour és Toul községekkel határos.

## Népesség
A település népességének változása:
| Lakosok száma | 123  | 112  | 132  | 231  | 257  | 253  | 241  | 240  | 242  | 211  |
|               | 1968 | 1982 | 1990 | 2006 | 2013 | 2015 | 2017 | 2019 | 2020 | 2022 |